# Brzeziny (powiat gostyniński)
Brzeziny – wieś sołecka w Polsce położona w województwie mazowieckim, w powiecie gostynińskim, w gminie Sanniki.
W latach 1975–1998 miejscowość należała administracyjnie do województwa płockiego.